# دهستان دهرود
دهرود، دهستانی است از توابع بخش ارم شهرستان دشتستان در استان بوشهر ایران.

## جمعیت
براساس سرشماری سال ۱۳۸۵ جمعیت آن ۵٬۵۰۷ نفر (۱٬۰۹۷ خانوار) بوده‌است.